# Ryan Reynolds
 Der er for få eller ingen kildehenvisninger i denne artikel, hvilket er et problem. Du kan hjælpe ved at angive troværdige kilder til de påstande, som fremføres i artiklen.

Ryan Rodney Reynolds (født 23. oktober 1976) er en canadisk skuespiller. Han er nok mest kendt for sin medvirken i serien 2 fyre, en pige og et pizzeria, Blade 3 og  Deadpool filmene.

## Barndom og ungdom
Ryan Reynolds blev født i Vancouver, British Columbia, Canada som søn af James og Tammy Reynolds. Han er den yngste af fire brødre, hvoraf to af hans storebrødre er politibetjente. Han droppede ud af Kwantlen College i Vancouver for at spille skuespil og var med i en række mindre kendte tv-serier i Canada. I 1996 tog han med en skuespillerven til Los Angeles, Californien for at prøve lykken der.

## Privatliv
Ryan Reynolds blev i 2002 kæreste med den canadiske sangerinde Alanis Morissette, og i 2004 blev parret forlovet. Forholdet holdt dog ikke, og i februar 2007 udmeldte parret, at de havde valgt at ophæve deres forlovelse.[kilde mangler] Senere samme år begyndte Ryan at komme sammen med skuespillerinden Scarlett Johansson. Parret blev forlovet i maj 2008 og blev gift ved en stille ceremoni i Canada den 27. september 2008. De blev skilt i juli 2011. I 2012 blev Ryan gift med nuværende kone Blake Lively

## Karriere
I 1997 fik Reynolds efter at have prøvet lykken i Los Angeles i nogle måneder endelig en rolle, nemlig som Berg i tv-serien 2 fyre, en pige og et pizzeria. Serien kørte fra 1998 til år 2001, og Reynolds medvirkede i 81 afsnit. Selvom serien var almindelig kendt, var den ikke nogen større succes, men den førte alligevel til, at Reynolds fik et filmgennembrud i Van The Man i 2002, hvor han blev nomineret til sin første pris. Han har siden medvirket i hitfilm, såsom Blade: Trinity, X-Men Origins: Wolverine og i The Proposal med Sandra Bullock. Ryan Reynolds spiller også med i Definitely Maybe, sammen med bl.a. Rachel Weisz. I 2010 spillede han hovedrollen i filmen Buried og i 2011 som Green Lantern i filmen af samme navn. En ny succes fik han for sin rolle i Deadpool.

## Filmografi
- Dick (1999)
- Van The Man (2002)
- National Lampoon's Van Wilder (2002)
- Til døden jer skiller (2003)
- Blade: Trinity (2004)
- The Amityville Horror (2005)
- Waiting... (2005)
- Just Friends (2005)
- Eat this (2005)
- Smokin' Aces (2007)
- The Nines (2007)
- Helt sikkert... Måske (2008)
- Fireflies in the Garden (2008)
- Adventureland (2009)
- X-Men Origins: Wolverine (2009)
- The Proposal (2009)
- Paper Man (2009)
- Buried (2010)
- Green Lantern (2011)
- The Change-Up (2011)
- Safe House (2012)
- R.I.P.D. (2013)
- Croods (2013)
- Turbo (2013)
- The Voices (2014)
- The Captive (2014)
- Mississippi Grind (2015)
- Kvinden i guld (2015)
- Self/less (2015)
- Deadpool (2016)
- Criminal (2016)
- The Hitman's Bodyguard (2017)
- Life (2017)
- Deadpool 2 (2018)
- Detective Pikachu(2019)
- 6 Underground (2019)
- Hitman's Wife's Bodyguard (2021)
- Red Notice (2021)
- Free Guy (2021)
- The Adam Project (2022)